# 索斯卡姊妹
珍·索斯卡（英語：Jen Soska，1983年4月29日—）與希薇亞·索斯卡（英語：Sylvia Soska，1983年4月29日—）或合稱作索斯卡姊妹（英語：The Soska Sisters），是一對加拿大女導演、製片人、編劇和演員。兩人擅長執導擁有暴力風格的恐怖驚悚片，也時常在自己的作品中參演。

## 作品列表
| 年份 | 標題                        | 導演 | 編劇 | 製片 | 演員 | 附註                        |
| ---- | --------------------------- | ---- | ---- | ---- | ---- | --------------------------- |
| 2009 | 《旅行箱中的死亡之鉤》      | 是   | 是   | 是   | 是   |                             |
| 2012 | 《愛殺瑪莉》                | 是   | 是   | 是   | 是   |                             |
| 2014 | 《酷刑色情》                | 是   | 是   |      | 是   | 短片；《二十六種死法2》之一 |
| 2014 | 《人皮客棧2》               | 是   |      |      | 是   |                             |
| 2015 | 《怪客》                    | 是   |      |      | 是   |                             |
| 2015 | 《死亡復甦：瞭望台》        |      |      |      | 是   |                             |
| 2019 | 《狂犬病》                  | 是   | 是   | 是   | 是   |                             |
| TBA  | Festival of the Living Dead | 是   | 是   |      | 是   |                             |

## 外部連結
- 官方网站
- Jen Soska在互联网电影资料库（IMDb）上的資料（英文）
- Sylvia Soska在互联网电影资料库（IMDb）上的資料（英文）
- Twisted Twins的Facebook頁面
- Twisted Twins的YouTube頻道 （页面存档备份，存于）